# デュースブルク-ドルトムント線
デュースブルク-ドルトムント線 （デュースブルク-ドルトムントせん、ドイツ語: Bahnstrecke Duisburg–Dortmund）とは、ドイツ連邦共和国ノルトライン＝ヴェストファーレン州デュースブルクのデュースブルク中央駅から同ドルトムントのドルトムント中央駅に至る全長56kmのドイツ鉄道の路線である。ルール地方とドイツ北東部を結ぶ重要幹線を構成しており、全線が複々線または複線である。デュースブルク - ドルトムント間には同線に並行してヴィッテン・ドルトムント-オーバーハウゼン・デュースブルク線も存在する。

## 歴史
1847年5月15日にケルン・ミンデン鉄道株式会社（CME）によってケルン・メッセ/ドイツ駅からミンデン駅に至るケルン・ミンデン鉄道本線の一部として開業した。

### オランダ方面
1856年10月20日にはオーバーハウゼンを起点にオーバーハウゼン-アーネム線 が開業した。

### ハンブルク方面
1870年1月1日にはヴァンネ駅（現在のヴァンネ＝アイクル駅）からハンブルクに至るヴァンネ＝アイクル-ハンブルク線が開業した。ロルバーン（ドイツ語: Rollbahn）と呼ばれ、北海沿岸を走行するこの路線はパリ - ハンブルク間を結ぶ路線の一部になっている。

## 列車
ICE、IC、RE、RBおよびSバーンが運行されている。地域輸送の場合、全区間の運賃システムはライン＝ルール運輸連合により管理されている。
- ICE：78系統（フランクフルト - デュースブルク - オーバーハウゼン - アムステルダム）
- IC：35系統（ノルトダイヒ - ミュンスター - ヴァンネ＝アイクル - デュースブルク - ケルン - マンハイム - コンスタンツ）
- 快速（RRX 2）：デュッセルドルフ - デュースブルク - エッセン - ゲルゼンキルヒェン - ヴァネ＝アイケル - ハルテルン（ぜー） - ミュンスター - オスナーブリュック。
- 快速（RE 3）：デュッセルドルフ - デュースブルク - ドルトムント - ハム。
- 快速（RRX 5）：コブレンツ - レーマーゲン - ボン - ケルン - デュッセルドルフ - デュースブルク - オーバーハウゼン - ヴェーゼル。
- 快速（RE 19）：デュッセルドルフ - デュースブルク - オーバーハウゼン - ヴェーゼル - アーネム。
- 快速（RE 42）：モェンヒェングラートバッハ - クレーフェルト - デュースブルク - エッセン - ゲルゼンキルヒェン - ヴァネ＝アイケル - レクリングハウゼン - ハルテルン（ぜー） - ミュンスター。
- 快速（RE 44）：メールス - ラインハウゼン - デュースブルク - オーバーハウゼン - ボトロプ。
- 普通（RB 32）：デュースブルク - オーバーハウゼン - デルヴィク - アルテンエッセン - ゲルゼンキルヒェン - ヴァネ＝アイケル - ヘルネ - カストロプ＝ラウクセル - メンゲンデ - ドルトムント。
- 普通（RB 35）：モェンヒェングラートバッハ - クレーフェルト - ラインハウゼン - デュースブルク - オーバーハウゼン - デルヴィク - アルテンエッセン - ゲルゼンキルヒェン。
- 普通（RB 43）：ドルステン - グラートベク・ツヴェッケル - ヴァネ＝アイケル - ヘルネ。
- 普通（RB 46）：ゲルゼンキルヒェン - ヴァネ＝アイケル - ボーフム西駅 - ボーフム。
- Sバーン（S 2）：エッセン/レクリングハウゼン - ヘルネ - カストロプ＝ラウクセル - メンゲンデ - ドルストフェルト - ドルトムント。